# Adriano Grimaldi
Adriano Grimaldi (Göttingen, 1991. április 5. –) olasz származású német labdarúgó, az 1. FC Heidenheim csatára.